# Golden Boy (football)
Pour les articles homonymes, voir Golden Boy.

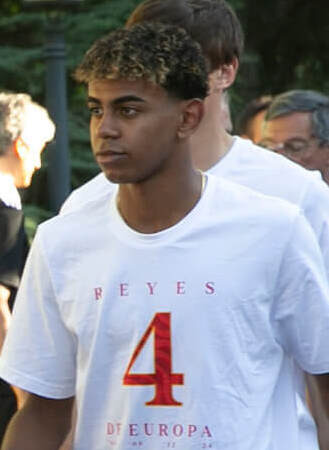
Lamine Yamal, lauréat du dernier Golden Boy en 2024.

Le trophée du Golden Boy est un prix qui est donné par les journalistes sportifs pour désigner le meilleur jeune footballeur d'Europe, en ayant été le plus impressionnant au cours d'une saison. Il a été créé par le quotidien sportif italien Tuttosport en 2003.
Chaque membre du jury est autorisé à désigner cinq joueurs, les jurés attribuent 10 points au joueur qu'ils perçoivent comme le plus impressionnant, 7 pour le deuxième, 5 pour le troisième, 3 pour le quatrième et 1 point pour le cinquième. Tous les candidats doivent être âgés de moins de 21 ans et jouer en première division d'une nation européenne. Le règlement stipule qu'un lauréat ne peut être réélu.
Les journaux qui participent comprennent L'Équipe, Marca, A Bola, Bild, The Times, De Telegraaf, Mundo Deportivo, France Football, Sport-Express, Blick et Ta Néa.

## Palmarès
Depuis 2003, 22 joueurs différents ont été récompensés par le Golden Boy.
| Année | Golden Boy (poste - club)                                   | Deuxième                                                       | Troisième                                                       |
| ----- | ----------------------------------------------------------- | -------------------------------------------------------------- | --------------------------------------------------------------- |
| 2003  | Rafael van der Vaart (milieu - Ajax)                        | Wayne Rooney (attaquant - Everton)                             | Cristiano Ronaldo (attaquant - Sporting CP / Manchester United) |
| 2004  | Wayne Rooney (attaquant - Everton / Manchester United)      | Cristiano Ronaldo (attaquant - Manchester United)              | Fernando Torres (attaquant - Atlético Madrid)                   |
| 2005  | Lionel Messi (attaquant - FC Barcelone)                     | Wayne Rooney (attaquant - Manchester United)                   | Lukas Podolski (attaquant - FC Cologne)                         |
| 2006  | Cesc Fàbregas (milieu - Arsenal)                            | Lionel Messi (attaquant - FC Barcelone)                        | Anderson (milieu - FC Porto)                                    |
| 2007  | Sergio Agüero (attaquant - Atlético Madrid)                 | Lionel Messi (attaquant - FC Barcelone)                        | Cesc Fàbregas (milieu - Arsenal)                                |
| 2008  | Anderson (milieu - Manchester United)                       | Theo Walcott (attaquant - Arsenal)                             | Sergio Agüero (attaquant - Atlético Madrid)                     |
| 2009  | Alexandre Pato (attaquant - AC Milan)                       | Stevan Jovetić (attaquant - Fiorentina)                        | Bojan Krkić (attaquant - FC Barcelone)                          |
| 2010  | Mario Balotelli (attaquant - Inter Milan / Manchester City) | Jack Wilshere (milieu - Arsenal)                               | David de Gea (gardien - Atlético Madrid)                        |
| 2011  | Mario Götze (milieu - Borussia Dortmund)                    | Thiago Alcántara (milieu - FC Barcelone)                       | Eden Hazard (milieu - LOSC Lille)                               |
| 2012  | Isco (milieu - Malaga)                                      | Stephan El Shaarawy (attaquant - AC Milan)                     | Thibaut Courtois (gardien - Atlético Madrid)                    |
| 2013  | Paul Pogba (milieu - Juventus)                              | Romelu Lukaku (attaquant - Everton)                            | Julian Draxler (milieu - Schalke 04)                            |
| 2014  | Raheem Sterling (attaquant - Liverpool)                     | Divock Origi (attaquant - LOSC Lille / Liverpool)              | Marquinhos (défenseur - PSG)                                    |
| 2015  | Anthony Martial (attaquant - AS Monaco / Manchester United) | Kingsley Coman (attaquant - Bayern Munich)                     | Héctor Bellerín (défenseur - Arsenal)                           |
| 2016  | Renato Sanches (milieu - Benfica / Bayern Munich)           | Marcus Rashford (attaquant - Manchester United)                | Kingsley Coman (attaquant - Bayern Munich)                      |
| 2017  | Kylian Mbappé (attaquant - AS Monaco / PSG)                 | Ousmane Dembélé (attaquant - Borussia Dortmund / FC Barcelone) | Marcus Rashford (attaquant - Manchester United)                 |
| 2018  | Matthijs de Ligt (défenseur - Ajax)                         | Trent Alexander-Arnold (défenseur - Liverpool)                 | Justin Kluivert (attaquant - AS Roma)                           |
| 2019  | João Félix (attaquant - Benfica / Atlético Madrid)          | Jadon Sancho (attaquant - Borussia Dortmund)                   | Kai Havertz (milieu - Bayer Leverkusen)                         |
| 2020  | Erling Haaland (attaquant - Borussia Dortmund)              | Ansu Fati (attaquant - FC Barcelone)                           | Alphonso Davies (défenseur - Bayern Munich)                     |
| 2021  | Pedri (milieu - FC Barcelone)                               | Jude Bellingham (milieu - Borussia Dortmund)                   | Jamal Musiala (milieu - Bayern Munich)                          |
| 2022  | Gavi (milieu - FC Barcelone)                                | Eduardo Camavinga (milieu - Stade Rennais / Real Madrid)       | Jude Bellingham (milieu - Borussia Dortmund)                    |
| 2023  | Jude Bellingham (milieu - Borussia Dortmund / Real Madrid)  | Jamal Musiala (milieu - Bayern Munich)                         | Lamine Yamal (attaquant - FC Barcelone)                         |
| 2024  | Lamine Yamal (attaquant - FC Barcelone)                     | Kobbie Mainoo (milieu - Manchester United)                     | Warren Zaïre-Emery (milieu - PSG)                               |

| Nations    | Place   | Place | Place | Total |    |
| Nations    | 1re     | 2e    | 3e    | Total |    |
| ---------- | ------- | ----- | ----- | ----- | -- |
| Nations    | Espagne | 4     | 2     | 6     | 11 |
| Angleterre | 3       | 9     | 2     | 13    |    |
| France     | 3       | 3     | 2     | 7     |    |
| Argentine  | 2       | 2     | 1     | 5     |    |
| Portugal   | 2       | 1     | 1     | 4     |    |
| Brésil     | 2       | 0     | 2     | 4     |    |
| Pays-Bas   | 2       | 0     | 1     | 2     |    |
| Allemagne  | 1       | 1     | 4     | 3     |    |
| Italie     | 1       | 1     | 0     | 5     |    |
| Norvège    | 1       | 0     | 0     | 1     |    |
| Belgique   | 0       | 2     | 2     | 4     |    |
| Monténégro | 0       | 1     | 0     | 1     |    |
| Canada     | 0       | 0     | 1     | 1     |    |

| Continent        | Place | Place | Place | Total |
| Continent        | 1re   | 2e    | 3e    | Total |
| ---------------- | ----- | ----- | ----- | ----- |
| Europe           | 17    | 20    | 18    | 53    |
| Amérique du Sud  | 4     | 2     | 3     | 9     |
| Amérique du Nord | 0     | 0     | 1     | 1     |

| Clubs                | Place | Place | Place | Total |
| Clubs                | 1re   | 2e    | 3e    | Total |
| -------------------- | ----- | ----- | ----- | ----- |
| FC Barcelone         | 3     | 4     | 3     | 9     |
| Manchester United FC | 3     | 4     | 2     | 8     |
| Borussia Dortmund    | 3     | 3     | 1     | 7     |
| Atletico Madrid      | 2     | 0     | 4     | 6     |
| Arsenal FC           | 1     | 2     | 2     | 5     |
| Bayern Munich        | 1     | 2     | 3     | 5     |
| Everton FC           | 1     | 2     | 0     | 3     |
| Liverpool FC         | 1     | 2     | 0     | 3     |
| Ajax Amsterdam       | 2     | 0     | 0     | 2     |
| Benfica Lisbonne     | 2     | 0     | 0     | 2     |
| LOSC Lille           | 0     | 1     | 1     | 2     |
| Milan AC             | 1     | 1     | 0     | 2     |
| AS Monaco            | 2     | 0     | 0     | 2     |
| Real Madrid CF       | 1     | 1     | 0     | 2     |
| Paris Saint-Germain  | 1     | 0     | 2     | 2     |
| Bayer Leverkusen     | 0     | 0     | 1     | 1     |
| FC Cologne           | 0     | 0     | 1     | 1     |
| ACF Fiorentina       | 0     | 1     | 0     | 1     |
| Inter Milan          | 1     | 0     | 0     | 1     |
| Juventus Turin       | 1     | 0     | 0     | 1     |
| Malaga CF            | 1     | 0     | 0     | 1     |
| Manchester City FC   | 1     | 0     | 0     | 1     |
| FC Porto             | 0     | 0     | 1     | 1     |
| AS Rome              | 0     | 0     | 1     | 1     |
| Schalke 04           | 0     | 0     | 1     | 1     |
| Sporting Portugal    | 0     | 0     | 1     | 1     |
| Stade Rennais FC     | 0     | 1     | 0     | 1     |

### Nombre de podiums
- 3 podiums

| - - Lionel Messi | - - Wayne Rooney | - - Jude Bellingham |

- 2 podiums

| - - Sergio Agüero - Anderson - Jamal Musiala - Kingsley Coman | - - Cesc Fàbregas - Marcus Rashford - Cristiano Ronaldo |